# Kisaro
Kisaro (Kinyarwanda Umurenge wa Kisaro) ist einer von 17 Sektoren im Distrikt Rulindo in der Nordprovinz von Ruanda.

## Geographie
Kisaro hat eine Fläche von 38,3 km² und liegt auf einer Höhe von etwa 1900 m. Der Sektor unterteilt sich in die sechs Zellen Gitatsa, Kamushenyi, Kigarama, Mubuga, Murama und Sayo. Nachbarsektoren sind im Nordosten Byumba, im Osten Kageyo, im Südosten Mutete, im Süden Buyoga, im Südwesten Kinihira, im Westen Miyove und im Nordwesten Nyankenke. Die Westgrenze von Kisaro bildet der Fluss Cyohoha und die Ostgrenze der Mwange sowie einer seiner Zuflüsse.

## Bevölkerung
Nach der Volkszählung von 2022 betrug die Einwohnerzahl 23.113 Einwohner. Zehn Jahre zuvor waren es 19.868, was einem jährlichen Bevölkerungszuwachs von 1,5 Prozent zwischen 2012 und 2022 entspricht.

## Verkehr
Durch den Norden des Sektors verläuft die asphaltierte Nationalstraße 19. Von dieser gehen zwei District Roads Richtung Süden ab.